# Salman Al-Faraj
Salman Al-Faraj (Medina, 1 augustus 1989) is een Saoedi-Arabisch voetballer die als middenvelder speelt.

## Clubcarrière
Al-Faraj speelde enkel voor Al-Hilal waarmee hij in 2010, 2011, 2017 en 2018 landskampioen werd.

## Interlandcarrière
Hij debuteerde in 2012 voor het Saoedi-Arabisch voetbalelftal. Hij maakte deel uit van de selectie op het Aziatisch kampioenschap voetbal 2015 en het wereldkampioenschap voetbal 2018.